# Топчій Ольга Миколаївна
Ольга Миколаївна Топчій (1925, село Рожнівка, тепер Ічнянського району Чернігівської області — ?) — українська радянська діячка, ланкова колгоспу імені Леніна Ічнянського району Чернігівської області. Депутат Верховної Ради УРСР 4—5-го скликань. 

## Біографія
Народилася у бідній селянській родині. До 1941 року навчалася у Рожнівській семирічній школі, закінчила шість класів.
З 1944 року — ланкова колгоспу імені Леніна села Рожнівки Ічнянського району Чернігівської області. Щороку вирощувала високі врожаї цукрових буряків. У 1954 році ланка Топчій виростила 327,8 цнт цукрових буряків з кожного гектара на площі 6,5 гектарів, а у 1958 році — 416 цнт цукрових буряків з кожного гектара.
Член КПРС.

## Нагороди
- орден Трудового Червоного Прапора (26.02.1958)
- медалі